# Justin Cartwright

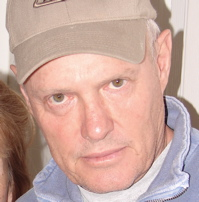
Justin Cartwright

Justin Cartwright (* 20. Mai 1943 in Südafrika; † 3. Dezember 2018) war ein britischer Schriftsteller südafrikanischer Herkunft.

## Leben und Karriere
Cartwright wurde 1943 in Südafrika geboren; sein Vater war Redakteur der Johannesburger Tageszeitung Rand Daily Mail. Er wuchs in den USA auf und studierte am Trinity College in Oxford. Er arbeitete anschließend in der Werbung und als Regisseur von Filmen, Dokumentarfilmen und Werbespots. Für die britische Partei Liberal Party drehte er als Spin-Doctor die Fernsehwahlwerbung für die Wahlen 1979, 1983 und 1987. Dafür wurde er zum Member of the Order of the British Empire (MBE) ernannt.
Er verfasste seinen ersten Roman Deep Six 1972. Sein dritter Roman Look at It This Way wurde 1992 als dreiteilige Kurzserie von der BBC mit Kristin Scott Thomas in der Hauptrolle verfilmt, er selbst verfasste das Drehbuch. 1995 war er mit In Every Face I Meet für den Booker Prize nominiert, den bedeutendsten britischen Literaturpreis.
Er lebte in Islington, London mit seiner Frau und zwei Söhnen.

## Werke

### Romane
- Deep Six (1972)
- Fighting Men (1977)
- Horse of Darius (1980) ISBN 0-440-13761-6
- Freedom for the Wolves (1983)
- Interior (1988) ISBN 0-679-40866-5
- Look at it This Way (1990) ISBN 0-333-54831-0
- Masai Dreaming (1993) ISBN 0-333-59281-6
- In Every Face I Meet (1995) ISBN 0-340-63782-X
- Leading the cheers (1998) ISBN 0-340-63784-6
- Half in Love (2001) ISBN 0-340-76629-8
- White Lightning (2002) ISBN 0-340-82174-4
- The Promise of Happiness (2005) ISBN 0-312-34880-0
- The Song Before it is Sung (2007)

### Sachbücher
- Not Yet Home (1997) ISBN 1-85702-526-1
- This Secret Garden (2008) ISBN 0-747-57961-X

## Auszeichnungen
- 1995: Commonwealth Writers Prize für In Every Face I Meet
- 1998: Whitbread Novel Award für Leading the Cheers
- 2005: Alan Paton Fiction Award für The Promise of Happiness
- 2005: Hawthornden-Preis für The Promise of Happiness